# Hugo Warmark
Hugo Warmark, född den 28 augusti 1863 i Långelanda församling, Göteborgs och Bohus län, död den 18 mars 1936 i Göteborg, var en svensk jurist och bankdirektör.
Warmark blev student vid Uppsala universitet 1882 och avlade juris utriusque kandidatexamen där 1889. Han blev vice häradshövding 1891, tillförordnad fiskal i Skånska hovrätten 1894, adjungerad ledamot där 1897, ordinarie fiskal samma år, assessor 1901, konstituerad revisionssekreterare 1903, hovrättsråd i Skånska hovrätten 1905 och ordinarie revisionssekreterare 1906. Warmark var tillförordnad justitiekansler 1906–1908 och häradshövding i Rönnebergs, Onsjö och Harjagers domsaga 1910–1930. Han blev riddare av Nordstjärneorden 1906. Warmark var även inspektor för Landskronas flickskola och Landskronas realskola, vice-verkställande direktör i Skandinaviska kreditaktiebolagets Landskronakontor. 
Warmark vilar på Östra kyrkogården i Göteborg.
Warmark var gift med Maria Sophia Thomasine Areskoug (1871–1962), dotter till häradshövdingen Johan Anders Areskoug. Tillsammans fick de 4 barn, Gurli Maria (1896-1992), gift med sin morbror direktör John Magnus Areskoug, Margit (1898-1974), gift med Ruben Ljungwaldh, Gudrun (1901-1999), gift med Folke Gyllenram. Samt ende sonen jur kand Bo Oskar (1907-1983), gift med Ingrid Magnusson. 